# Основоположний акт НАТО — Росія

НАТО (зелений) та Росія (помаранчевий).

Основоположний акт про взаємні відносини, співпрацю і безпеку між Організацією Північноатлантичного договору і Російською Федерацією (Founding Act on Mutual Relations, Cooperation and Security; рос. Основополагающий акт о взаимных отношениях, сотрудничестве и безопасности между Российской Федерацией и Организацией Северноатлантического договора) — спеціальний договір про всебічне співробітництво між Російською Федерацією і Організацією північноатлантичного договору, який був прийнятий 27 травня 1997 року.
Акт заклав основи фундаментально нових відносин між НАТО і Росією, насамперед відносин стабільного та довгострокового партнерства. В акті визначені цілі і механізм консультацій, співпраці, спільного прийняття рішень і спільних дій. Обидві сторони (Організація і Росія) отримали право голосу, але не право вето щодо дій один одного. Так, Організація північноатлантичного договору зобов'язалася здійснити глибоку трансформацію, зокрема скоротити і адаптувати свої збройні сили до нових умов, а Росія підтвердила прихильність до подальшого скорочення своїх озброєнь і участі в миротворчих операціях. У преамбулі зазначено, що сторони не розглядають одна одну як супротивників.
У 2014 році у зв'язку з анексією Криму та через військове втручання Росії в Україну, а також унаслідок нехтування основоположних принципів Акту про співпрацю між НАТО і Росією, кілька країн-членів Альянсу закликали розірвати договір.
25 лютого 2022 року генеральний секретар НАТО Єнс Столтенберг заявив: «Росія тричі порушила акт „НАТО-Росія“, угода більше не працює».

## Передісторія
На початку 1992 року керівництвом Російської Федерації і Сполучених Штатів Америки була підписана спільна декларація про завершення «холодної війни», а в січні 1993 року в Москві Президент Росії Борис Єльцин і Президент США Джордж Буш-старший підписали російсько-американський договір про скорочення стратегічних наступальних озброєнь (СНО-2). Одночасно розвивалися відносини Росії з країнами Західної Європи, що були членами Організації Північноатлантичного договору. У квітні 1992 року Росія спочатку приєдналася до Всесвітнього банку, а згодом і до Міжнародного валютного фонду, тим самим демонструючи курс фінансово-економічної інтеграції з Заходом. У 1994 році Росія приєдналася до запропонованої Альянсом програми «Партнерство заради миру». У 1993–1994 роках керівництво Росії уклало низку угод про партнерство і співпрацю з державами Європейського Союзу, а в 1996 році РФ стала членом Ради Європи. Різка інтеграція Росії, а також спіпраця з НАТО прискорила укладення двосторонніх угод. І вже за рік, 27 травня 1997 року, НАТО та Росія підписали Основоположний акт про співпрацю.

## Основні положення
У прийнятому документі закріплені наступні принципи, за якими відбувається побудова взаємовідносин між НАТО і Росією:
- розвиток на основі транспарентності: міцного, стабільного, довгострокового і рівноправного партнерства і співробітництва з метою зміцнення безпеки і стабільності в Північноатлантичному регіоні;
- визнання життєво важливої ролі, яку відіграють демократія, політичний плюралізм, верховенство права і повага до прав людини і громадянських свобод, а також розвиток ринкової економіки;
- відмова від застосування сили або загрози силою один проти одного або проти будь-якої іншої держави, її суверенітету, територіальної цілісності або політичної незалежності будь-яким чином, що суперечить Статуту ООН;
- повага до незалежності і територіальної цілісності всіх держав, непорушності кордонів і права народу на самовизначення, як це закріплено в Гельсінському Заключному акті та інших документах ОБСЄ;
- запобігання конфліктів і врегулювання суперечок мирними засобами у відповідності до принципів ООН та ОБСЄ;
- підтримка в кожному конкретному випадку миротворчих операцій, здійснюваних під керівництвом Ради Безпеки ООН або під відповідальністю ОБСЄ.

Для здійснення цілей, передбачених Основоположним актом, була створена спільна постійна Комісія НАТО-Росія. Центральним завданням цього органу є формування високого рівня довіри, єдності цілей і співпраці між НАТО і Росією.